# كارولين لوسي سكوت
كارولين لوسي سكوت (بالإنجليزية: Caroline Lucy Scott)‏ (16 فبراير 1784 - 19 أبريل 1857 في المملكة المتحدة)؛ رسامة، كاتِبة وروائية بريطانية.